# Basilejský problém
Basilejský problém se ptá na součet nekonečné řady převrácených hodnot čtverců přirozených čísel:
{\displaystyle \sum _{n=1}^{\infty }{\frac {1}{n^{2}}}={\frac {1}{1^{2}}}+{\frac {1}{2^{2}}}+{\frac {1}{3^{2}}}+{\frac {1}{4^{2}}}+\cdots =1+{\frac {1}{4}}+{\frac {1}{9}}+{\frac {1}{16}}+\cdots .}
Jde o otázku z oboru matematické analýzy, jejíž odpověď výrazně pomohla teorii čísel. Problém formuloval Pietro Mengoli roku 1650; a protože evropské matematiky na tuto otázku upozornil basilejský profesor matematiky Jacob Bernoulli, říká se mu basilejský problém. Vyřešil ho 28letý Leonard Euler v roce 1735 a ukázalo se, že výsledek je
{\displaystyle {\frac {\pi ^{2}}{6}}\approx 1{,}6449340668482264364724151666460251892189499012067984377355582293\dots }
Řešení tohoto problému mělo významný dopad na další vývoj matematické analýzy, na teorii čísel a později i na komplexní analýzu. Nakonec se řada inverzních čtverců ukázala jako první krok k zavedení Riemannovy funkce zeta. Sám Euler zahájil tuto cestu zavedením zobecnění řady pro libovolnou sudou mocninu s, a také odvozením identity se součinem nekonečné řady obsahující všechna prvočísla:
{\displaystyle \zeta (s)={\frac {1}{1-{\frac {1}{2^{s}}}}}{\frac {1}{1-{\frac {1}{3^{s}}}}}{\frac {1}{1-{\frac {1}{5^{s}}}}}{\frac {1}{1-{\frac {1}{7^{s}}}}}{\frac {1}{1-{\frac {1}{11^{s}}}}}\dots =\prod _{p}(1-p^{-s})^{-1}}

## Historie
Historici poprvé objevili úvahy o řadě převrácených hodnot čtverců v disertační práci italského matematika Pietra Mengoliho (Novae quadraturae arithmeticae seu de additione fractionum, 1644, publikováno v roce 1650), ale problém tehdy ještě nevzbudil obecný zájem. Mengoli určil, že řada konverguje, a našel součet prvních 10 členů.
{\displaystyle {\frac {1968329}{1270080}}\approx 1{,}54977}
Později se mnoho vynikajících matematiků (včetně Leibnize, Stirlinga, de Moivra, Christiana Goldbacha, bratrů Jacoba a Johanna Bernoulliho) neúspěšně snažilo najít součet. Podařilo se jim vypočítat několik platných cifer součtu řady. Goldbach ukázal, že součet je obsažen v intervalu (41/25; 5/3), Stirling v pojednání „Methodus Differentialis“ (1730) dokázal vypočítat poměrně přesnou hodnotu součtu: 1,644934066, ale nikdo nedokázal přesně určit, co tato hodnota znamená.
Euler byl první, kdo dosáhl úspěchu - téměř půl století po Bernoulliho zveřejnění. S největší pravděpodobností o tomto problému Eulerovi řekl Jacobův bratr Johann Bernoulli. Euler informoval o svém objevu v poznámce „O sumách inverzní řady“ (De summis serierum reciprocarum, 1735) pro časopis „Commentarii Academiae Scientiarum Imperialis Petropolitanae“ petrohradské Akademie věd. Hodnotu výsledku součtu řady, který našel, uvedl také Euler v dopise svému příteli Danielovi Bernoullimu, synovi Johanna Bernoulliho:
Nedávno jsem našel zcela neočekávaně elegantní výraz pro součet řady spojené s kvadraturou kruhu ... Jmenovitě šestinásobný součet této řady se rovná čtverci obvodu kruhu, jehož průměr je 1 .
Daniel o tom řekl svému otci, který vyjádřil pochybnosti o platnosti Eulerova rozkladu sinu na nekonečný produkt (viz níže). V roce 1748 proto Euler důsledněji doložil výsledek ve své monografii „Introductio in analysis infinitorum" (svazek I, kapitola X).
Pro kontrolu Euler ručně vypočítal součet řady s přesností na 20 desetinných míst (zřejmě s využitím Eulerovy-Maclaurinovy řady, neboť řada inverzních čtverců konverguje poměrně pomalu). Poté porovnal ručně vypočítanou hodnotu s hodnotou {\displaystyle {\frac {\pi ^{2}}{6}}} pomocí přibližné hodnoty čísla {\displaystyle \pi } již známého v té době, a ujistil se, že se obě hodnoty v mezích přesnosti počítání shodují. Poté roku 1743 Euler publikoval další dva různé způsoby sčítání řady převrácených hodnot čtverců.

## Eulerova první metoda zjištění součtu řady
Na konci 17. století byl díky práci Newtona a dalších matematiků znám rozklad sinusoidy na součet nekonečné řady:
{\displaystyle \sin x=\sum _{n=0}^{\infty }{\frac {(-1)^{n}}{(2n+1)!}}x^{2n+1}=x-{\frac {x^{3}}{3!}}+{\frac {x^{5}}{5!}}-{\frac {x^{7}}{7!}}+\dots }
Eulerovi se podařilo nalézt jiný rozklad sinu, nikoliv však jako sumy, nýbrž jako nekonečného součinu.
{\displaystyle \sin x=x\prod _{n=1}^{\infty }\left(1-{\frac {x^{2}}{\pi ^{2}n^{2}}}\right)=x\left(1-{\frac {x^{2}}{\pi ^{2}}}\right)\left(1-{\frac {x^{2}}{4\pi ^{2}}}\right)\left(1-{\frac {x^{2}}{9\pi ^{2}}}\right)\cdots }
Pakliže srovnáme oba nekonečné výrazy, dostaneme:
{\displaystyle \left(1-{\frac {x^{2}}{\pi ^{2}}}\right)\cdot \left(1-{\frac {x^{2}}{4\pi ^{2}}}\right)\cdot \left(1-{\frac {x^{2}}{9\pi ^{2}}}\right)\cdot \left(1-{\frac {x^{2}}{16\pi ^{2}}}\right)\cdot \dots =1-{\frac {x^{2}}{3!}}+{\frac {x^{4}}{5!}}-{\frac {x^{6}}{7!}}+\dots }
Po roznásobení součinu na levé straně, uvažování pouze členů obsahujících {\displaystyle 1} a {\displaystyle x^{2}} a jejich porovnání s odpovídajícími členy na pravé straně vznikne rovnost:
{\displaystyle -x^{2}\left({\frac {1}{\pi ^{2}}}+{\frac {1}{2^{2}\pi ^{2}}}+{\frac {1}{3^{2}\pi ^{2}}}+{\frac {1}{4^{2}\pi ^{2}}}+\cdots \right)=-{\frac {x^{2}}{3!}}=-{\frac {x^{2}}{6}},}
ze které po vykrácení plyne
{\displaystyle 1+{\frac {1}{2^{2}}}+{\frac {1}{3^{2}}}+{\frac {1}{4^{2}}}+\cdots ={\frac {\pi ^{2}}{6}}\approx 1{,}644934\ldots }

## Využití výsledku
Součet řady odpovídá Riemannově funkci zeta v bodě 2, tedy {\displaystyle \zeta (2)}.
Součet dělitelů přirozeného čísla roste v průměru jako lineární funkce {\displaystyle \zeta (2)\cdot N}.
Pravděpodobnost, že dvě náhodně vybraná přirozená čísla v rozsahu od 1 do {\displaystyle N} budou vzájemně nesoudělná, se pro velká {\displaystyle N} blíží {\displaystyle {\frac {1}{\zeta (2)}}}. Jinými slovy, průměrná hustota nesoudělných čísel v řadě přirozených čísel je {\displaystyle {\frac {1}{\zeta (2)}}}.